# Cofie Bekoe
Cofie Bekoe (Accra, 16 maart 1988) is een Ghanees voetballer.

## Carrière
Bekoe doorliep de jeugdreeksen bij Nania FC en werd daar door Tripoli SC uit Libanon weggehaald in 2005. In 2006 keerde hij terug naar Ghana om er voor Tema Youth te spelen.  In het seizoen 2007-2008 werd hij uitgeleend aan Maleisische Kuala Lumpur FA.
Begin 2009 tekende hij bij Petrojet FC uit de Egyptische Premier League. Begin 2012 stapte hij over naar Lierse SK.

## Statistieken
| seizoen                         | club            | land     | competitie         | wed. | goals |
| ------------------------------- | --------------- | -------- | ------------------ | ---- | ----- |
| 2005/06                         | Tripoli SC      | Libanon  | Premier League     | ?    | ?     |
| 2006/08                         | Tema Youth      | Ghana    | Premier League     | 42   | 16    |
| 2007/08                         | Kuala Lumpur FA | Maleisië | Super League       | 13   | 5     |
| 2009/11                         | Petrojet FC     | Egypte   | Premier League     | 22   | 7     |
| 2011/12                         | Lierse SK       | België   | Jupiler Pro League | 7    | 1     |
| 2012/13                         | Lierse SK       | België   | Jupiler Pro League | 6    | 0     |
| Totaal                          | Totaal          | Totaal   | Totaal             | 90   | 29    |
| Laatst bijgewerkt op 07-10-2012 |                 |          |                    |      |       |